# 게슈
게슈(아일랜드어: geis [ɟɛʃ]) 또는 가스(아일랜드어: geas [ɟasˠ])는 아일랜드 신화와 민담에 등장하는 특유의 금기 개념이다. 속격으로 게셔(아일랜드어: geise [ˈɟɛʃə]), 복수형으로 가서(아일랜드어: geasa [ˈɟasˠə])라고 쓴다.
게슈는 일종의 저주라고 할 수 있는데, 역설적으로 축복이 되는 경우도 있다. 게슈의 영향하에 있는 누군가가 그 금기를 어기게 되면, 위반자는 불명예를 당하거나 심지어 죽을 수도 있다. 한편 다른 사람의 게슈를 알아내면 힘을 얻을 수 있다고도 한다. 보통 여자가 남자에게 게슈를 부여하는데, 어떤 경우 그 여자가 여신이나 다른 강력한 존재로 밝혀지는 민담도 있다.
게슈는 쿠 훌린 이야기 등 아일랜드 신화의 영웅담에서 핵심적인 요소이다. 영웅이 게슈를 실수 또는 고의로 위반하거나, 또는 복수의 게슈를 가진 상태에서 한 쪽을 지키기 위해 다른 한 쪽을 위반할 수밖에 없는 상황에 몰려 몰락하게 되는 것이 전형적인 전개이다. 예컨대 쿠 훌린은 개고기를 먹지 않겠다는 게슈를 가지고 있었으며, 동시에 여자가 대접해 주는 음식은 먹어야 한다는 게슈도 가지고 있었다. 개고기를 대접받자 쿠 훌린은 이 딜레마에서 빠져나올 방법이 없었고, 결국 이것이 그를 죽음으로 몰아가게 된다.

## 같이 보기
- 대중문화의 아일랜드 신화
- 텅게드(Tynged)